# Cezary Wiatrak
Cezary Wiatrak (ur. 1967) – komandor pilot Wojska Polskiego. Zastępca dowódcy Brygady Lotnictwa Marynarki Wojennej. W latach 2016–2019 dowódca 43 Bazy Lotnictwa Morskiego.

## Życiorys
Komandor pilot Cezary Wiatrak – absolwent Wyższej Oficerskiej Szkoły Lotniczej w Dęblinie, którą ukończył w 1990 roku. Swoje pierwsze stanowisko objął w 37 Pułku Śmigłowców Transportowych w Łęczycy. W 1992 roku trafił do lotnictwa morskiego, a dokładnie do 18 eskadry lotnictwa ratowniczo-łącznikowego MW w Gdyni Babich Dołach. W związku z konsolidacją jednostek lotnictwa morskiego i procesem formowania Brygady Lotnictwa Marynarki Wojennej 18 eskadra, w której służył kmdr Wiatrak weszła w skład 1 Puckiego Dywizjonu Lotniczego, gdzie służył do końca 2002 roku. W 1997 roku był w składzie komponentu lotniczego, który udzielał pomocy mieszkańcom południa Polski po tak zwanej „Powodzi tysiąclecia”, za co Prezydent Rzeczypospolitej Polskiej odznaczył go „Krzyżem Zasługi za Dzielność”. W wyniku kolejnej reorganizacji struktur lotnictwa morskiego, na bazie 1 dywizjonu lotniczego została utworzona 28. Pucka Eskadra Lotnicza, w której zajmował między innymi stanowisko zastępcy dowódcy eskadry. Z początkiem 2011 roku objął obowiązki dowódcy grupy lotniczej Darłowo wchodzącej w skład 44 Bazy Lotnictwa Morskiego. W listopadzie 2015 roku objął obowiązki dowódcy grupy działań lotniczych w 43 Bazie Lotnictwa Morskiego. W październiku 2016 objął obowiązki dowódcy 43 Bazy Lotnictwa Morskiego. Od kwietnia 2019 roku pełni obowiązki na stanowisku zastępcy dowódcy Brygady Lotnictwa Marynarki Wojennej.
Komandor pilot Cezary Wiatrak od 1992 roku związany z lotnictwem Marynarki Wojennej. Jest pilotem – instruktorem, posiada klasę mistrzowską oraz uprawnienia pilota doświadczalnego II stopnia. Jego osobisty nalot wynosi 3000 godzin (na dzień 31.05.2021). Podczas swej służby latał na: Mi-2, Mi-17 oraz W-3 w wersji ratowniczej, na którym spędził najwięcej czasu za serami. Wyróżniony min. statuetką „Ikara” oraz tytułem „Zasłużonego Pilota Wojskowego”.

## Awanse
- podporucznik – 1990
- porucznik – 1993
- kapitan – 1997
- komandor podporucznik – 2003
- komandor porucznik – 2011
- komandor – 2016

## Odznaczenia
- Krzyż Zasługi za Dzielność – 1997[4]
- Brązowy Medal „Za Długoletnią Służbę” – 2009
- Złoty Medal „Za Zasługi dla Obronności Kraju” – 2010
- Złoty Medal „Siły Zbrojne w Służbie Ojczyzny” – 2017

## Wyróżnienia
- Statuetka Ikara – 2011[5]
- Zasłużony Pilot Wojskowy – 2016[6]
- Odznaka Honorowa Sił Powietrznych – 2017
- Kordzik Honorowy Sił Zbrojnych RP z orłem Sił Powietrznych – 2018
- Odznaka tytułu honorowego Zasłużony Żołnierz RP – II stopnia – 2019
- Pilot roku 2012 w Marynarce Wojennej[7]